# Elvir Laković Laka
Elvir Laković også kendt som Laka (født 15. marts 1969) er en bosnisk rocksanger. Han blev født i Goražde, Bosnien-Hercegovina.
Laka startede sin karriere ved at spille bosnisk folkemusik på caféer, og indspillede sin første sang, "Malo sam se razočar'o", i 1998. Sangen blev en stor succes og gjorde ham kendt i hele landet.
I 2003 fik hans sang "Ja sam mor'o" Bosnia Davorin prisen for bedste rocksang.
I 2004 flyttede han til New York City for at starte et band, men da dette ikke kunne lade sig gøre flyttede han hjem til Bosnien-Hercegovina, og udgav sit første album Zec i 2007.
I 2008 blev han udvalgt af det bosniske tv-selskab til at repræsentere Bosnien-Hercegovina i Eurovision Song Contest.